# Palas (filho de Crio)
Palas (em grego clássico: Πάλλας; romaniz.: Pállas), na mitologia grega, é um dos titãs da segunda geração, filho do titã Crio e de Euríbia, uma das filhas de Gaia e Ponto, e irmão de Astreu e Perses. Palas uniu-se com Estige, filha primogênita de Oceano, com que teve Zelo, Nice (Vitória), Cratos (Poder) e Bia (Força). Noutra versão, era pai de Eos (Aurora).
Ainda numa outra versão, Palas é pai de Atena. Um titã alado e libidinoso, ele tenta estuprar a filha, que resiste e o mata. Depois de matá-lo, a deusa lhe arranca a pele, com a qual faz a égide, e as asas, que põe em seus próprios ombros. Por fim, adiciona o nome do pai antes do seu e passa a se chamar Palas Atena.